# Catedral da Sé

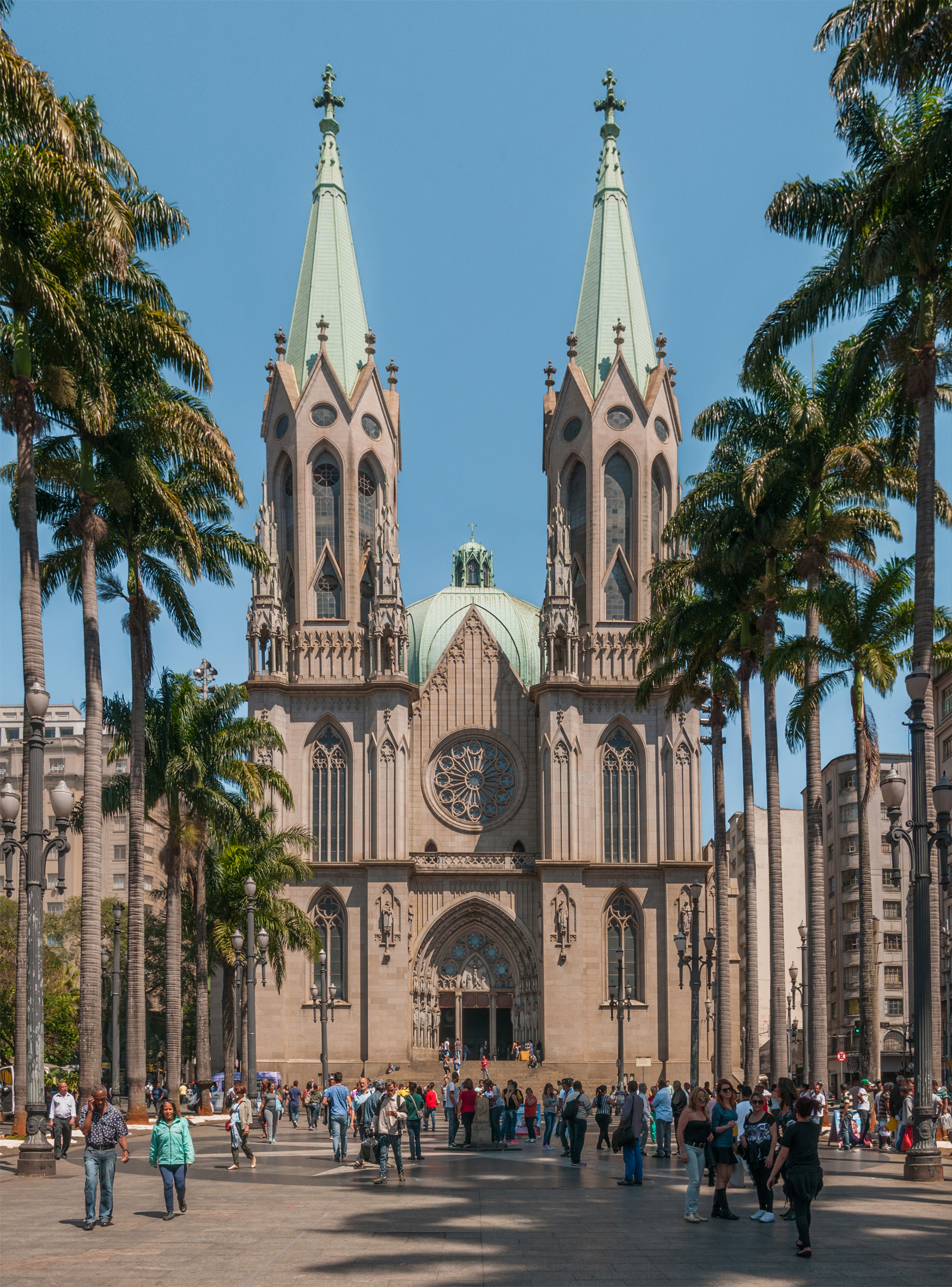
Frontansicht der Catedral da Sé

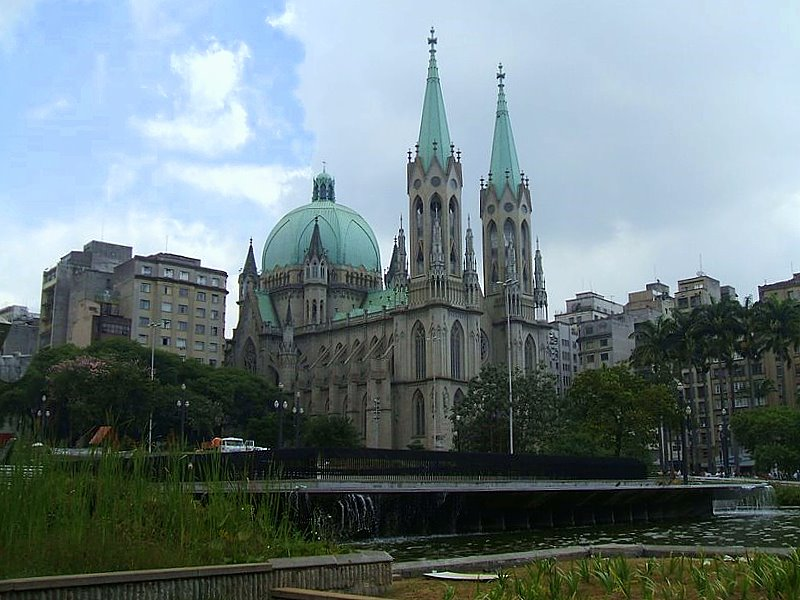
Seitenansicht der Catedral da Sé

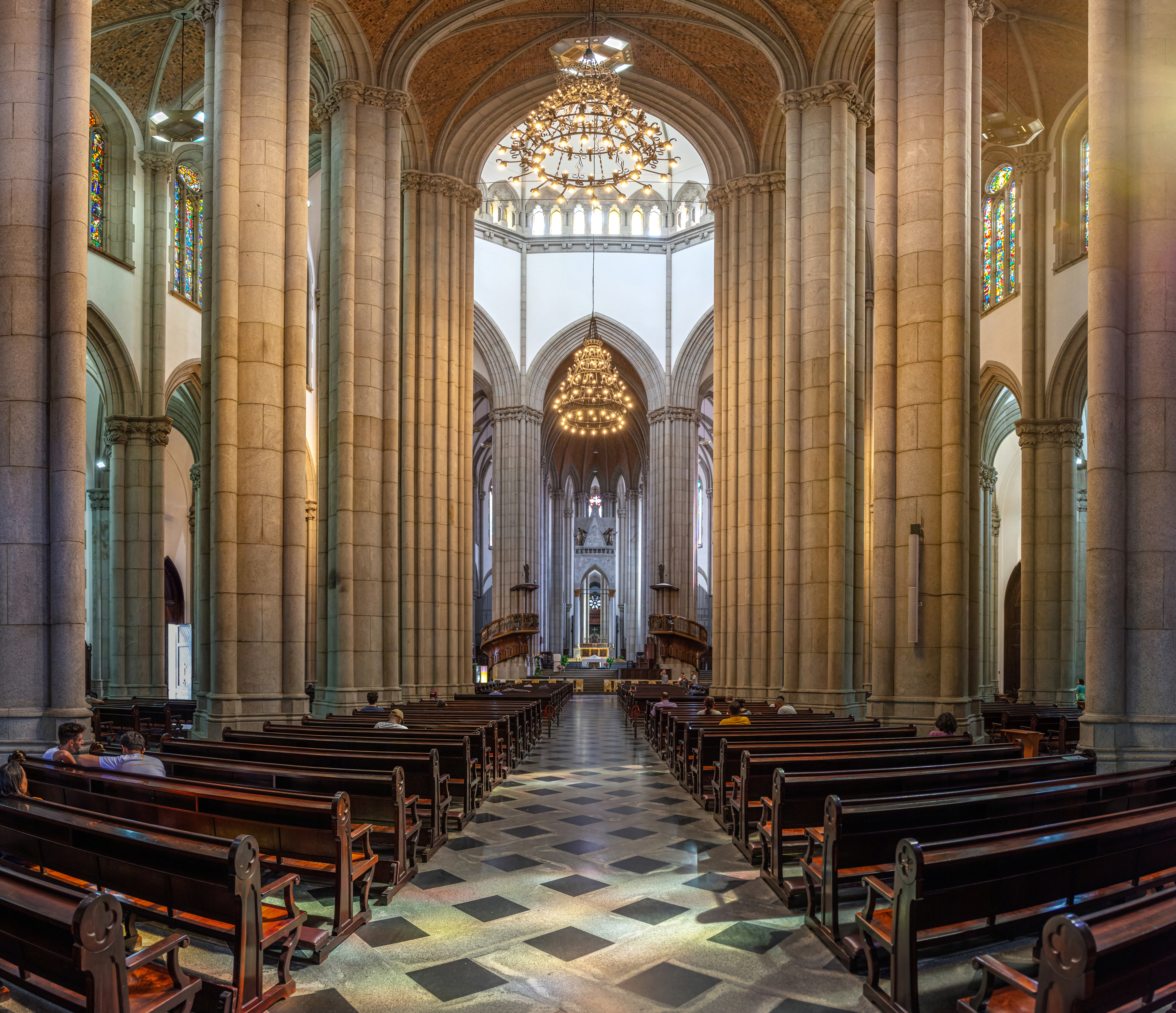
Innenansicht

Die Catedral Metropolitana de São Paulo oder Catedral da Sé ist die Kathedrale des römisch-katholischen Erzbistums São Paulo in Brasilien. Sie wird trotz ihrer im Renaissance-Stil errichteten Kuppel häufig als viertgrößte neugotische Kathedrale der Welt bezeichnet und steht auf der Praça da Sé oder dem Kathedralplatz der Stadt São Paulo.

## Geschichte
Die Geschichte der Kathedrale beginnt im Jahr 1589 mit dem Beschluss, eine Hauptkirche in der kleinen Stadt São Paulo zu errichten. Die Kirche, die an der gleichen Stelle der heutigen Kathedrale stand, wurde erst 1616 fertiggestellt. Als São Paulo 1745 Sitz der Diözese wurde, wurde die Kirche abgerissen und durch eine neue Kirche im barocken Stil ersetzt. Diese 1764 vollendete bescheidene Kirche war bis zu ihrem Abriss 1911 die Kathedrale von São Paulo.
Die gegenwärtige Kathedrale wurde unter dem ersten Erzbischof von São Paulo, Duarte Leopoldo e Silva, gebaut. Die Arbeiten begannen 1913 auf den Überresten der abgerissenen Kathedrale und unter der Leitung des deutschen Architekten Maximilian Emil Hehl, der ein neogotisches Gebilde entwarf. Die Arbeiten gingen nur langsam voran, so dass die neue Kathedrale erst 1954 zur 400-Jahr-Feier von São Paulo geweiht werden konnte. Die beiden Türme, die zu dieser Zeit noch nicht fertiggestellt waren, wurden allerdings erst 1967 vollendet.
Nach einer langen Phase des Verfalls wurde die Kathedrale zwischen 2000 und 2002 einer kompletten Renovierung unterzogen. Außerdem wurden viele Spitztürme über dem Langschiff und über den Türmen vollendet. Da die originalen Konstruktionspläne innerhalb des Kirchengebäudes gefunden wurden, konnte eine originalgetreue Restaurierung durchgeführt werden.

## Gebäude
Die Kathedrale hat eine Länge von 110 Metern und eine durchschnittliche Breite von 46 Metern. Ihr Mittelschiff wölbt sich mehr als 30 Meter in die Höhe und ihre beiden Türme sind 92 Meter hoch. Sie hat ein Fassungsvermögen von 8000 Personen. Obwohl das Gebäude hauptsächlich im neogotischen Stil errichtet wurde, erhielt es doch eine Kuppel im Stil der Renaissance, die an die Kuppel des Domes Santa Maria del Fiore in Florenz erinnert. Mehr als 800 Tonnen seltenen Marmors wurden verbaut. Das Innere wurde mit brasilianischen Kunstwerken aus Zweigen von Kaffeepflanzen, Ananas und Gürteltieren ausgestattet.

## Krypta

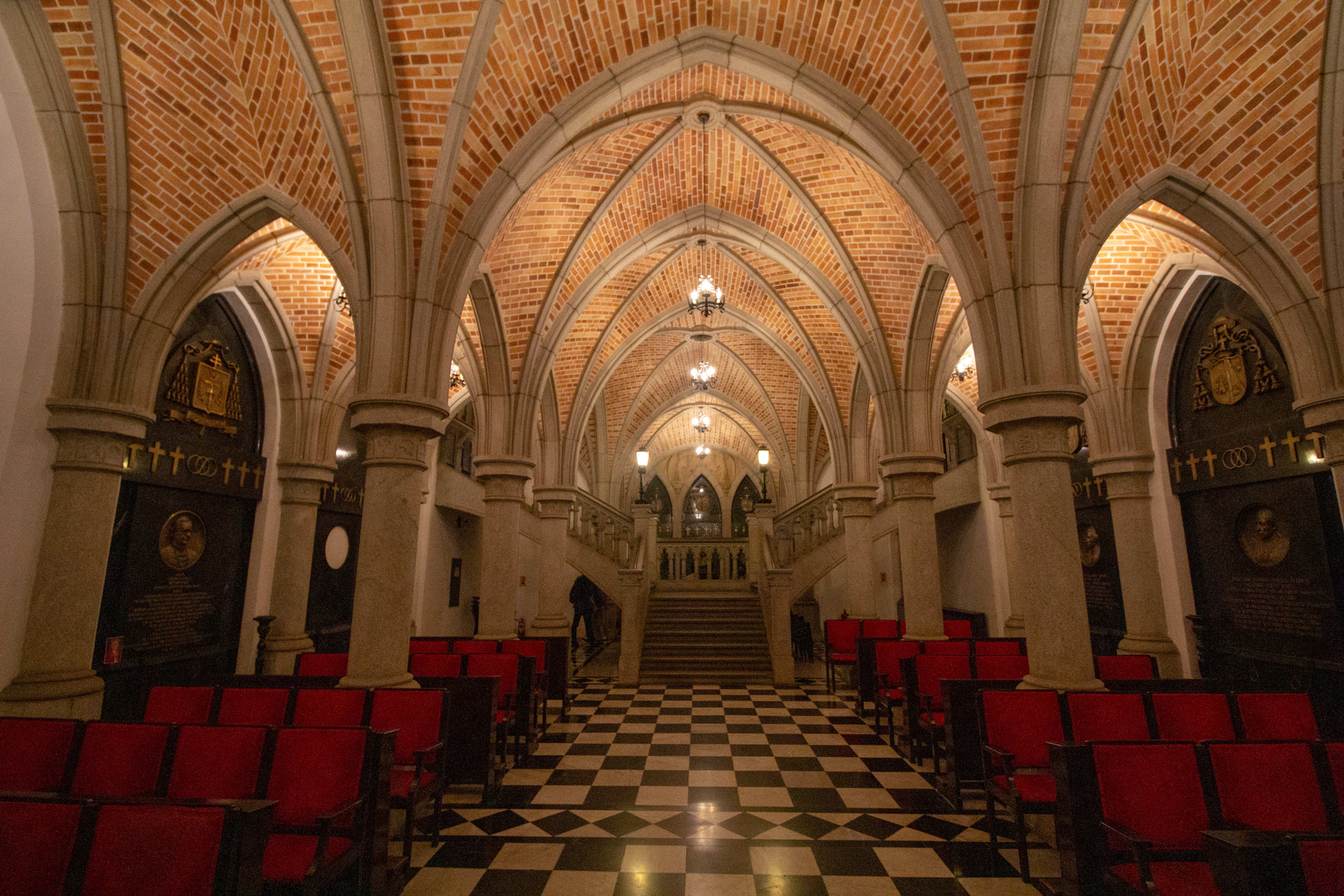
Krypta der Catedral da Sé

Die Krypta, die sich unterhalb des Hauptaltars befindet, ist sehr groß und kann zu Recht als unterirdische Kirche betrachtet werden. Sie ist durch Skulpturen von Francisco Leopoldo e Silva gestaltet, die die Geschichte von Ijob und Hieronymus (Jerome) beschreiben.

In der Krypta befinden sich die Grabmale aller Bischöfe und Erzbischöfe von São Paulo, außerdem noch die Gräber von zwei historisch bedeutenden Persönlichkeiten: Vater Diogo Feijó und Häuptling Tibiriçá. Feijó war stellvertretend Regent während der Kindheit von Pedro II von Brasilien. Tibiriçá war im 16. Jahrhundert der Anführer der Guaianaz, der die ersten Jesuiten auf dem Piratininga Plateau willkommen hieß und dessen Hilfe die Gründung von São Paulo ermöglichte.

## Orgel
Die Orgel der Kathedrale wurde 1954 von der italienischen Orgelbauerfamilie Balbiani-Vegezzi-Bossi angefertigt und ist eine der größten Orgeln Lateinamerikas. Sie hat fünf Manuale, 120 Register und 12.000 Pfeifen.